# Mino Suzume
Mino Suzume (美乃 すずめ (Mĩ-Ái Tước) 10 tháng 5 năm 1996  –) là một nữ diễn viên khiêu dâm người Nhật Bản. Cô thuộc về công ti Eightman.

## Sự nghiệp
Tháng 8/2019, cô ra mắt ngành giải trí với ảnh áo tắm khỏa thân được đăng trong loạt ảnh áo tắm "Nanon" trên tạp chí "Shūkan Post" ấn bản ngày 16 và 23/8 dưới tên "Cô gái tên Mino đến từ Kobe" (神戸の女 美乃（みの）). Theo NEWS Post Seven, rất nhiều yêu cầu đã được gửi đến về cô sau khi ảnh của cô được đăng với rất ít thông tin kèm theo.
Tháng 10/2019, cô ra mắt ngành phim khiêu dâm với tư cách là nữ diễn viên độc quyền của nhãn phim FALENOstar của hãng FALENO dưới tên Mino Suzume.
Tháng 2/2021, cô chuyển hãng phim sang DAHLIA, một hãng chú trọng vào phát hành các phim với chủ đề "quý bà" (淑女).
Tên diễn của cô được lấy cảm hứng từ nghệ sĩ Mino Monta, người cô đã gặp trên một chuyến tàu Shinkansen đi Tokyo. Ban đầu, cô định đặt phần họ là "Suzune" (寿音), tuy nhiên khi người quay phim nghe nhầm thành Suzume, cô đã quyết định sử dụng tên này vì nó đáng yêu và dễ nhớ.
Cô xếp thứ 23 trong bảng xếp hạng nữ diễn viên gợi cảm 2021 trên tạp chí FLASH của Kobunsha. Tháng 5/2022, cô xếp thứ 43 trong bảng "bầu cử nữ diễn viên phim khiêu dâm SEXY đang hoạt động 2022" của Asahi Geinō.
Tháng 5/2023, cô xếp thứ 49 trong bảng "bầu cử nữ diễn viên phim khiêu dâm SEXY đang hoạt động 2023" của Asahi Geinō.

## Đời tư
Cô sinh ra tại Hyōgo.
Sở thích của cô là nấu ăn, cô là một chuyên gia dinh dưỡng có bằng cấp và thích nấu các bữa ăn tốt cho sức khỏe, ngoài ra cô có thể nhảy hai lần trên không.
Khi cô học tiểu học năm thứ ba, cô đã lần đầu trải nghiệm sự khiêu dâm khi cô có khoái cảm khi để vòi hoa sen lên cơ quan sinh dục trong bồn tắm.
Cô đã gặp bạn trai đầu của cô vào năm hai trung học khi cô 16 tuổi và đang làm việc bán thời gian. Người bạn trai này của cô lớn hơn cô 9 tuổi, và họ đã yêu nhau trong 3 năm. Lần đầu cô quan hệ tình dục là khi cô 16 tuổi vào năm hai trung học, tuy nhiên đối phương không phải là bạn trai đầu của cô, mà là một đàn anh (trên trường) làm cùng công việc bán thời gian với bạn trai cô.
Khi cô là sinh viên 20 tuổi, cô đã được săn tìm bởi văn phòng chủ quản hiện tại và tiến thêm 1 bước để ra mắt ngành thần tượng áo tắm, tuy nhiên cô đã do dự ngay trước khi bắt đầu và đã hủy ra mắt. Cô đã nhận bằng chuyên gia dinh đuơng tại trường dạy nghề, sau đó cô đã trở thành chuyên gia dinh dưỡng và huấn luyện viên thể dục, và mặc dù công việc giúp làm đẹp người khác này rất xứng đáng, cô đã bắt đầu suy nghĩ rằng cô phải xinh đẹp, và cô đã chọn trở thành nữ diễn viên khiêu dâm. Cô cũng đã theo dõi nhóm Ebisu Muscats và ngưỡng mộ Rio.
Cô đã chạy điền kinh trong khi học trung học cơ sở và trung học, và kể từ đó cô đã cố giữ dáng bằng cách tập luyện cơ và gần đây là yoga, v.v. và cô đã thắng giải trong một cuộc thi làm đẹp cơ thể quốc gia.
Tháng 7/2022 một tạp chí ảnh hàng tuần đã đăng tin rằng cô đang hẹn hò với diễn viên hài "Indian" Tabuchi Akihiro, tuy nhiên cả hai đã trả lời rằng họ chỉ là bạn. Sau đó, khi cô xuất hiện trên chương trình tạp kỹ "Trường học nữ thánh FALENO" và được người dẫn chương trình hỏi "Cô cảm thấy như thế nào về Indian?" (体調はインディやんすか?), cô đã hơi sốc và lặp lại phần cuối của câu hỏi (イインディやんす). Sau đó, khi ăn đồ ăn cay, cô đã nhắc lại câu trên trong một câu đùa "Indian cay thật" (辛インディやんす) và đã làm mọi người bật cười. 1/1/2023, có thông tin cho rằng có muốn cưới Tabuchi, tuy nhiên Tabuchi đã đăng lên kênh YouTube vào cùng ngày và hoàn toàn phủ nhận điều này, cho rằng không có sự thật nào trong tin đồn này.